# Rani (popolo)

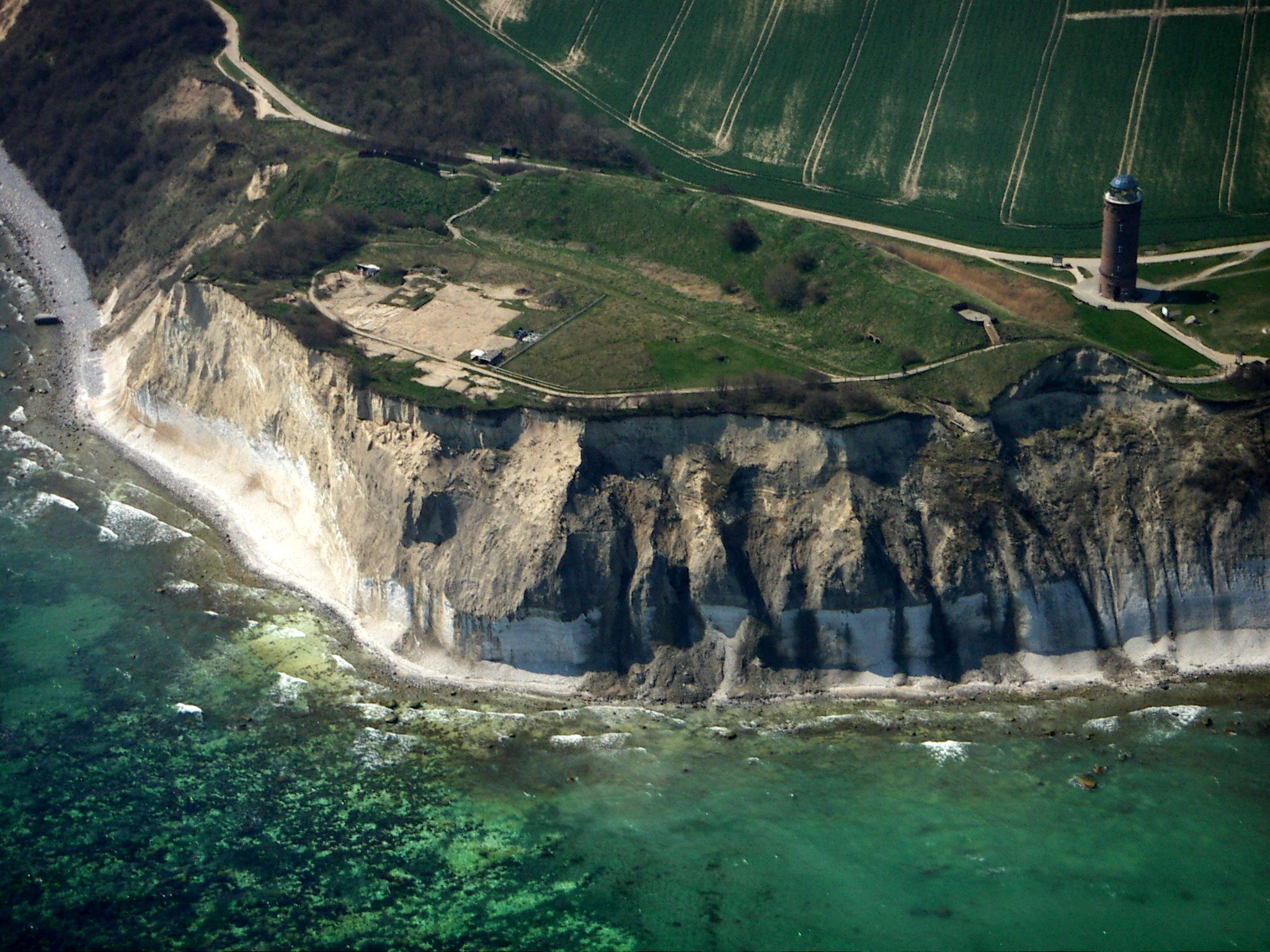
Opere funerarie nella rocca del Tempio a Kap Arkona

I Rani (Ranen in lingua tedesca; Rujanen, in lingua slava cioè "rossi") erano un popolo di slavi occidentali insediato sull'isola di Rügen, nel mar Baltico, e nei dintorni sulla terraferma.

## Cultura e religione
I principi dei Rani dominavano dal villaggio fortificato (Wallburg) di Charenza (oggi Venzer Burgwall) e dal Rugard (oggi Bergen). Nei pressi vi era una potente casta sacerdotale con grandi proprietà terriere e con influenza transregionale.
La religione politeista dei Rani contemplava una serie di divinità policefale, che venivano venerate come enormi statue lignee in diversi templi. La località sacra, oggi denominata Jaromarsburg presso il capo Arkona, costituiva il centro religioso ove veniva venerata la divinità quadricefala Svetovit. Dopo la distruzione di Rethra nel 1068/69, Arkona subentrò come centro religioso del paganesimo degli slavi del Baltico. A Svetovit potrebbe anche risalire il nome di Wittow, poiché l'intera penisola apparteneva al centro religioso.
Altre importanti divinità erano i loro protettori Rugievit, così come Porenut e Porevit, i cui templi si trovavano a Carenza, e Chernobog, che era venerato nel tempio oggi noto come Herthaburg, sito nella penisola di  Jasmund, in Rügen.

## Economia
L'attività economica di base dei Rani era l'allevamento dei bovini, l'agricoltura e la pesca. Nel XII secolo i Rani erano temuti come pirati. La loro piazza principale come centro di commercio marittimo era Ralswiek, sulla punta meridionale del Gran Bodden di Jasmund. Essi intrattenevano rapporti commerciali ramificati con la Scandinavia e con le popolazioni che si affacciavano sul Baltico. Parlavano un dialetto polabo, derivante da un ramo delle lingue slave occidentali.

## Storia
Lo sviluppo della stirpe dei Rani ebbe luogo dopo che una parte degli slavi, che si erano insediati dal VI secolo nel corso delle invasioni barbariche nel territorio che era stato dei Germani, si insediò sull'isola di Rügen e nei suoi dintorni sulla terraferma, prima abitata dai Rugi. Parte dell'isola e dei dintorni continuarono tuttavia ad essere abitati dai rimanenti fra questi ultimi, che verosimilmente furono assimilati dalla nuova popolazione.
I Rani trovarono menzione da parte di Vitichindo di Corvey quando essi, alleati con i tedeschi contro i Veleti e gli Obodriti, li sconfissero nella battaglia del Raxa (16 ottobre 955). All'inizio del XII secolo i Danesi tentarono più volte di rompere l'egemonia dei Rani sulla parte meridionale del Baltico.
I Rani persero la loro indipendenza allorché i danesi cristianizzati di Valdemaro I e del vescovo di Roskilde Absalon il 15 ed il 16 giugno 1168 conquistarono la rocca del centro religioso  presso capo Arkona. Dopo la presa di questo centro da parte danese, i Rani capitolarono e cedettero Charenza senza combattere. In conseguenza i principi di Rügen si convertirono al cristianesimo, assicurandosi così a la continuazione della loro supremazia locale. Il principe Jaromar I divenne feudatario dei re danesi e l'isola divenne parte della diocesi di Roskilde mentre i dintorni in terraferma furono assegnati alla diocesi di Schwerin. Da allora i Rani combatterono a fianco dei danesi contro i Pomerani, fino a che nel 1186 la Pomerania intera divenne danese.

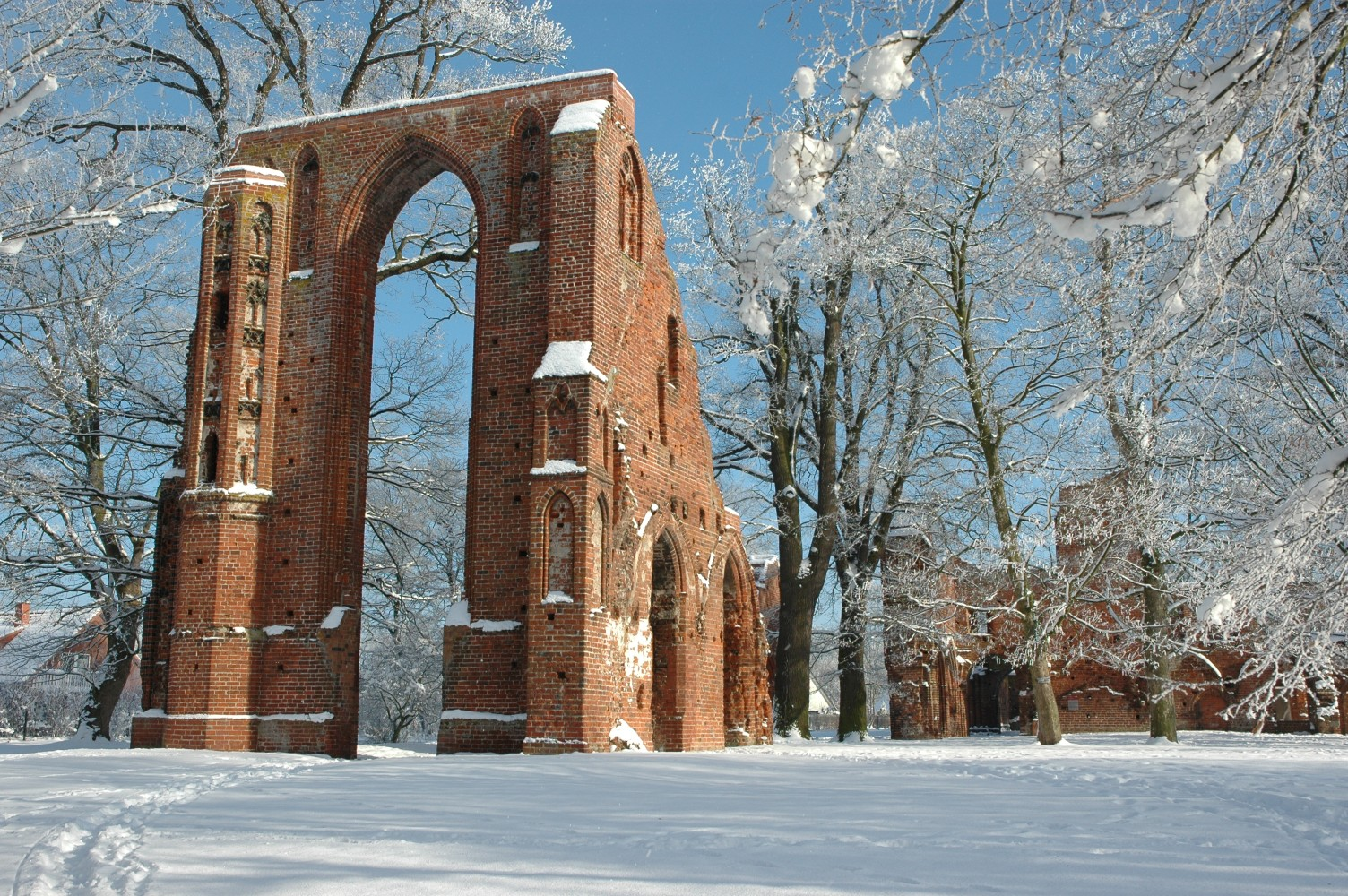
Le rovine di Eldena in inverno

Per rafforzare il cristianesimo furono erette le abbazie cistercensi di Eldena, Bergen e Neuenkamp.
Ai tempi della colonizzazione medievale tedesca dell'est Europa i Rani erano stati cristianizzati e dai territori occidentali migrarono abitanti della Bassa Sassonia, della Vestfalia, dello Holstein, della Frisia, dell'Olanda e della Fiandra.
In tal modo si estinse definitivamente anche la variante della lingua polaba dei Rani, detta anche Rügenslawen, agli inizi del XV secolo. La maggior parte dell'attuale toponomastica di Rügen, così come l'onomastica di molti cognomi locali, è di origine slava.
Wizlaw III, morto  nel  1325, fu l'ultimo principe di Rügen.